# بولکوو
بولکوو (به چکی: Bolkov) یک منطقهٔ مسکونی در جمهوری چک است که در Plzeň-South District واقع شده‌است. بولکوو ۱٫۸۲ کیلومتر مربع مساحت و ۵۲ نفر جمعیت دارد و ۴۰۳ متر بالاتر از سطح دریا واقع شده‌است.